# Pterochaos irroratus
Pterochaos irroratus – gatunek chrząszcza z rodziny kózkowatych i podrodziny zgrzypikowych. Jedyny przedstawiciel rodzaju Pterochaos.

## Zasięg występowania
Afryka; gatunek szeroko rozprzestrzeniony na kontynencie.